# Азімовз сайнс фікшн
«Азімовз сайнс фікшн» (англ. Asimov's Science Fiction, укр. дослівно «Наукова фантастика Азімова») , або просто Asimov's (англ. Asimov's) — американський журнал, присвячений науковій фантастиці і фентезі. Заснований у 1977 році, до 1992 року виходив під назвою Isaac Asimov's Science Fiction Magazine (укр. Журнал наукової фантастики Айзека Азімова).

## Історія

### Історія створення журналу
Біля витоків створення журналу стоїть Джоел Девіс (англ. Joel Davis), президент видавництва Davis Publications Inc.. Ідея створення журналу полягала в тому, щоб назва відбивала саму його суть, а видання будувалося навколо авторитетної персони в цьому жанрі. Він звернувся до відомого письменника-фантаста Айзека Азімова з пропозицією використовувати його ім'я в назві журналу за аналогією з журналами Ellery Queen's Mystery Magazine та Alfred Hitchcock's Mystery. Айзек Азімов погодився і став редакційним директором журналу. Він відкривав кожен номер вступною статтею, а закривав блоком відповідей на запитання читачів
З 1992 року, після смерті Айзека Азімова, який регулярно писав науково-популярні огляди для журналу, його справу щодо популяризації науки продовжили Пат Мерфі, Теодор Томас і Ґрегорі Бенфорд.

### Популяризація НФ
Перший номер «Журналу наукової фантастики Айзека Азімова» (англ. Isaac Asimov's Science Fiction Magazine) вийшов навесні 1977 року. Спочатку журнал мав обсяг 172 сторінки і виходив щокварталу. З 1978 року журнал виходив один раз на два місяці. Редактором журналу на той час був Джордж Шизерс (англ. George H. Scithers), який вже восени 1978 року став лауреатом премії Г'юго, як найкращий професійний редактор. Девіс, відчувши успіх, вирішує розпочати видавати ще один журнал, який нічим не відрізнявся від першого. Новий журнал отримав назву «Журнал НФ-пригод Азімова» (англ. Asimov's SF Adventure Magazine), і був закритий після чотирьох випусків.
З січня 1979 року «Журнал наукової фантастики Айзека Азімова» стає щомісячним, у зв'язку з чим, у грудні того ж року його обсяг скоротився до 176 сторінок. 
За перші два роки існування журналу на його сторінках були видані твори таких авторів, як Ларрі Нівен, Джон Варлі та інші. А повість дебютанта Баррі Лонґ'єра, який за півроку опублікував у журналі п'ять своїх творів, стала першою, яка зайняла відразу три головні американські нагороди жанру (премії «Г'юго», «Неб'юла» і Дж. Кемпбелла) І в 1980 році Джон Шизерс знову отримує «Г'юго» як найкращий редактор.
З січня 1981 року журнал починає виходити один раз на чотири тижні (разом 13 випусків на рік), а в квітні змінюються оформлення обкладинки і шрифт тексту. З березня 1982 року змінюється редактор журналу, нею стає Кетлін Молоні (англ. Kathleen Moloney), у грудні — вперше виходить середньогрудневий номер. Пробувши у кріслі редактора рік, Молоні йде, і її місце займає Шона Маккарті (англ. Shawna McCarthy). Восени 1984 року знову змінюється оформлення журналу (обкладинка та шрифт.)
Важливою подією для «Журналу наукової фантастики Айзека Азімова» стає чергова зміна редактора в січні 1986 року. Ним стає Ґерднер Дозуа (англ. Gardner Dozois), який вже брав участь у випуску журналу (як помічник редактора) і публікувався як автор. Дозуа вивів журнал на передові позиції в американської журнальної фантастиці, і практично незмінно протягом 13 років (з 1988 по 2001 роки, крім 1994 року) Дозуа ставав лауреатом Г'юго, як найкращий професійний редактор (а лауреатом премії «Локус» у тій же номінації Дозуа ставав 16 разів: з 1989 по 2004 роки включно).
З листопада 1990 року у журналі з'являється традиція подвоєних номерів: ціна менше, ніж за два, і обсяг 320 сторінок. У зв'язку з цим, випуски стали популярні серед передплатників, і незмінно виходять щороку у квітні. У серпні 1991 року через фінансові труднощі журнал зменшується до 176 сторінок, а з лютого 1992 року друкується на дешевшому (тонкому) папері.
У жовтні 1992 року видавництво Dell Publishing (з жовтня 1996 року передає права на володіння дочірній компанії Dell Magazines, яка перекупила «Журнал наукової фантастики Айзека Азімова» (разом з іншим популярним журналом Analog), і в листопаді назва журналу змінюється на «Наукова фантастика Азімова» (англ. Asimov's Science Fiction). У цей період на сторінках журналу, крім науково-фантастичних творів, з'являються нові жанри: кіберпанк і фентезі.
У березні 1996 року журнал знову був урізаний (до 160 сторінок), а з квітня припиняється практика друкування подвійних номерів (замість цього з'являється подвоєний номер на 288 сторінках в жовтні/листопаді). У грудні того ж року припинилися практика «середньогрудневих» номерів. 1997 року журнал «Наукова фантастика Азімова» розробляє свій вебсайт. З початку 1998 року збільшується формат журналу, але скорочується кількість сторінок (до 144)
За усю історію існування журналу на його сторінках публікувалися більш ніж сотні авторів, чиї твори стали лауреатами багатьох престижних нагород (в тому числі 41 «Г'юго», і 24 «Неб'юла»), видано десятки антологій найкращих творів.

### Редактори журналу
За весь час існування журналу пост головного редактора займали:
- Джон Шизерс (англ. George H. Scithers) — з 1977 по 1982;
- Кетлін Молоні (англ. Kathleen Moloney) — 1982;
- Шона Маккарті (англ. Shawna McCarthy) — з 1983 по 1985;
- Ґерднер Дозуа (англ. Gardner Dozois) — з 1986 по 2004;
- Шейла Вільямс (англ. Sheila Williams) — з 2004 дотепер.

### Нагороди
14 разів журнал ставав лауреатом премії премії «Локус» у номінації «Найкращий журнал» (з 1988 по 2001 роки включно).

## Asimov's reader's Award
Незабаром після того, як посаду головного редактора зайняв Герднер Дозуа, у читачів журналу з'явилася можливість голосувати за вподобані твори, тим самим вибираючи найкращих. «Читацька премія Азімова» (англ. Asimov's reader's Awards) присуджується щорічно в таких номінаціях:
- Найкраща повість (Best Novella);
- Найкраща коротка повість (Best Novellette);
- Найкраще оповідання (Best Short Story);
- Найкраще оповідання (Best Poetry).

З появою в журналу вебсайту голосування стало доступно через інтернет. Вручення премії відбувається на щорічному заході, що проводиться зазвичай в кінці вручення премії «Г'юго» або на конвенті любителів фантастики «Worldcon».

## Автори, що публікувалися уAsimov's Science Fiction
- Браян Олдіс
- Ніл Ешер
- Айзек Азімов
- Паоло Бачигалупі
- Майкл Е. Бенкс
- Стівен Бекстер
- Елізабет Бір
- Ґрегорі Бенфорд
- Ґрегорі Нормен Боссерт
- Демьєн Бродерік
- Октавія Батлер
- Пет Кедіген
- Орсон Скотт Кард
- Ґлен Кук
- Пол Корнелл
- Грег Іген
- Гарлан Еллісон
- Джон М. Форд
- Карен Джой Фаулер
- Карл Фредерік
- Вільям Гібсон
- Джо Голдеман
- Кідж Джонсон
- Дженет Каган
- Майкл Кандел
- Джеймс Патрік Келлі
- Мері Робінетт Коваль
- Ненсі Кресс
- Урсула Ле Ґуїн
- Джонатан Летем
- Келлі Лінк
- Єн Маклауд
- Деніел Маркус
- George R.R. Martin
- Дейвід Марусек
- Жей О'Коннолл
- Джей Е. Перрі
- Фредерик Пол
- Роберт Рід
- Майк Резнік
- Джоель Розенберг
- Мері Розенблум
- Крістін Кетрін Раш
- Лусіус Шепард
- Роберт Сілверберг
- С. П. Сомтов
- Браєн Стейблфорд
- Аллен Стіл
- Брюс Стерлінг
- Майкл Свонвік
- Карен Тревісс
- Геррі Тертлдав
- Френ Вайлд
- Кейт Вільгельм
- Конні Вілліс